# Ісфаган (остан)
Ісфага́н (перс. اصفهان) — одна з 30 провінцій (останів) Ірану.
Розташована в центрі країни. Столиця — Ісфаган, інші великі міста — Кашан (250 тис.), Хомейнішехр (220 тис.), Наджафабад (210 тис.), Шахіншехр (130 тис.), Шахреза (110 тис.), Мобараке (63 тис.), Зарріншехр (57 тис.), Аран-о-Бідголь (56 тис.), Гольпайеган (48 тис.), Фалаварджан (38 тис.), Семіра (27 тис.), Наїн (25 тис.), Хансарая (21 тис.), Дехакан (17 тис.), Ардестан (15 тис.), Ферейдуншехр (14 тис.), Натанз (12 тис.).
Населення — 4 559 000 осіб (2006 рік); 5 120 850 осіб (2016 рік). Основне населення перси, на півдні провінції кочують кашкайці, а також є грузинські та вірменські громади.

## Туризм
На територіх остану Ісфаган знаходяться такі туристичні принади:
- Пустеля Маранджаб
- Селище Аб'яне
- Історичний центр місті Кашан